# Mokumoku-ren

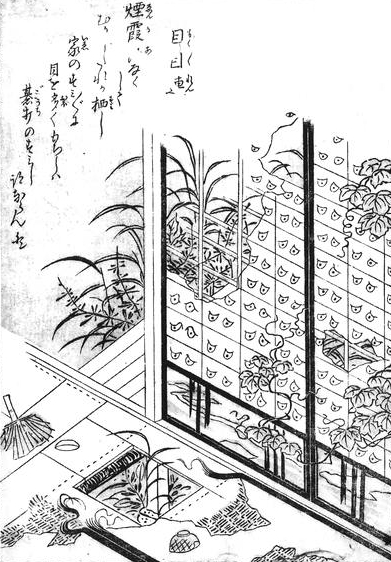
Der Mokumoku-ren, wie er in Sekiens Konjaku Hyakki Shūi von 1780 erscheint.

Der Mokumoku-ren (目目連; „Augen, überall Augen“) ist ein fiktives Wesen der japanischen Folklore aus der Yōkai-Gruppe der Tsukumogami („Artefakt-Geister“). Er gilt als unheimlich, greift aber niemals physisch an.

## Beschreibung
Der Mokumoku-ren wird als eigentlich gestaltloser Geist beschrieben, der sich in alten, meist verlassenen und heruntergekommenen Häusern traditioneller Architektur einnistet. Sichtbar sind nur seine Augen, die nun zu Hunderten durch Risse, Ritzen, Löcher und Spalten lugen. Dabei soll der Mokumoku-ren bevorzugt in traditionellen Papier-Trennwänden, Schiebetüren und (seltener) Paravents residieren. Er scheint darauf zu achten, dass er selbst nicht allzu schnell bemerkt wird, damit er möglichst lange spicken und gaffen kann.

## Hintergründe
Der Mokumoku-ren erscheint erstmals bildlich im Emakimono Konjaku Hyakki Shūi (今昔百鬼拾遺; 100 Dämonen von einst und jetzt, Fortsetzung) von Toriyama Sekien aus dem Jahr 1780. Sekien erlaubt sich in seiner Bild-Anmerkung einen Scherz, indem er mutmaßt, der ehemalige Besitzer des besessenen Hauses habe zu Lebzeiten zu viel Gō (japanisches Gegenstück zum heutigen Tic-Tac-Toe) gespielt und nun sei das ganze Haus ein einziges, lebendes Gō. Die Pointe liegt darin verborgen, dass die Kreise, die in die Felder des Tic-Tac-Toe gezeichnet werden müssen, in vielen Ländern (so eben auch in Japan) als „Augen“ bezeichnet werden.
Die Figur des Mokumoku-ren geht möglicherweise auf eine makabere Anekdote aus der damaligen Präfektur Edo (heutige Präfektur Tokio) zurück. Darin heißt es, ein Holzhändler aus Tsugaru sei durch die Lande gereist, um Feuerholz zu erwerben. Als er vom Einbruch der Nacht überrascht wird und zu geizig ist, ein Gasthaus zu bezahlen, nächtigt er spontan in einem abgelegenen, verlassenen Haus. Als er aus dem Schlaf schreckt, entdeckt er Hunderte von Augen, die ihn aus allen möglichen Löchern und Ecken anstarren. Nach kurzem Schreck kommt ihm eine Idee: Eiskalt rupft er die Augen aus und trägt sie nach Edo, um sie dort einem Augenarzt zu verkaufen.
Der Mokumoku-ren erfreut sich in Japan bis heute einiger Bekanntheit und Popularität und er erscheint als Schreckgestalt regelmäßig in Mangas und Animes. Folkloristen wie Norio Yamada und Michael Dylan Foster vermuten, dass die Popularität des Mokumoku-ren besonders in modernerer Zeit auf ein sattsam bekanntes Gesellschaftsphänomen zurückzuführen ist: das Gefühl des permanenten Überwacht- und Beobachtet-werdens. Wo man auch wohne, wohin man auch gehe, man werde heutzutage immer mehr überwacht und gegängelt. In der heutigen Zeit könne der Mokumoku-ren daher als Manifestation der Angst vor Privatsphärenverlust und Verfolgungswahn interpretiert werden. In Japan gibt es passend dazu die Redewendung: „Die Wände haben Ohren und die Raumteiler haben Augen“.